# Spirolingulininae
Spirolingulininae es una subfamilia de foraminíferos bentónicos de la familia Vaginulinidae, de la superfamilia Nodosarioidea, del suborden Lagenina y del orden Lagenida. Su rango cronoestratigráfico abarca desde el Albiense (Cretácico inferior) hasta la Actualidad.

## Clasificación
Spirolingulininae incluye a los siguientes géneros:
- Ellipsocristellaria †
- Spirolingulina